# 2013 في الجزائر
فيما يلي قوائم الأحداث التي وقعت خلال عام 2013 في الجزائر.

## سياسة

### تعيين في المنصب
- 11 سبتمبر – رمطان لعمامرة وزير الشؤون الخارجية الجزائري.

## كتب
من الكتب التي صدرت هذه السنة في الجزائر:
- 1 يناير – الذئب الذي نبت في البراري من تأليف واسيني الأعرج.

## وفيات

### يناير
- 1 يناير – يمينة ماشكرة (مواليد 1949)

### فبراير
- 10 فبراير – عبد الرزاق بوحارة (مواليد 1934) سياسي جزائري.
- 15 فبراير – سوفور رودريغيز (مواليد 1920)
- 24 فبراير – أحمد مهساس (مواليد 1923) سياسي جزائري.
- 25 فبراير – عبد الحميد أبو زيد (مواليد 1965)

### مارس
- 29 مارس – عمار بن تومي (مواليد 1923)

### أبريل
- 3 أبريل – مصطفى تومي (مواليد 1937) مغني جزائري.
- 13 أبريل – عبد الحميد كرمالي (مواليد 1931)
- 16 أبريل – علي كافي (مواليد 1928) سياسي جزائري.

### يونيو
- 14 يونيو – الشاب عقيل (مواليد 1974)، مغني جزائري.

### يوليو
- 9 يوليو - بوخالفة بيطام (مواليد 1920)، كاتب ومدرس جزائري.

### أكتوبر
- 5 أكتوبر – صادق بتال (مواليد 1922) سياسي جزائري.

### نوفمبر
- 5 نوفمبر – لونيس ماتام (مواليد 1941) لاعب كرة قدم جزائري.
- 6 نوفمبر – شاب الصباح (مواليد 1947) دي جي من الولايات المتحدة الأمريكية.

### ديسمبر
- 14 ديسمبر – أبو القاسم سعد الله (مواليد 1930) مؤرخ جزائري.